# George Trafton
George Edward Trafton (Chicago, 6 dicembre 1896 – 5 settembre 1971) è stato un giocatore di football americano e pugile statunitense.
A football giocò nel ruolo di centro per tredici stagioni con i Chicago Bears (inizialmente chiamati Decatur/Chicago Staleys) della National Football League (NFL). Fu inserito nella Pro Football Hall of Fame nel 1964.

## Carriera professionistica
Trafton si unì agli allora Decatur Staleys nella stagione inaugurale della National Football League nel 1920. Nella stagione successiva la squadra si trasferì a Chicago, vincendo il primo titolo NFL. Dalla stagione 1923, la squadra di George Halas prese definitivamente il nome di Bears e Tratford rimase con essa fino al termine della carriera, non prima di aver vinto il suo secondo titolo proprio nella sua ultima stagione.
Tratford è accreditato per essere stato il primo centro a passare la palla al quarterback per l'inizio dell'azione con una sola mano. Fu inserito nella Pro Football Hall of Fame nel 1964, al suo secondo anno di formazione.

## Palmarès
- (2) Campionati NFL (1921, 1932)
- (6) All-Pro (1920, 1923, 1924, 1925, 1926, 1927)
- Formazione ideale della NFL degli anni 1920
- Pro Football Hall of Fame

## Statistiche
| Partite totali             | 149 |
| Partite totali da titolare | 100 |